# BA-6
El BA-3 (en ruso: Бронеавтомобиль 3, lit. 'Automóvil Blindado 3') es un automóvil blindado desarrollado en la Unión Soviética en 1933 y producido hasta 1939, seguido por el modelo ligeramente modificado el BA-6 en 1936. 
Al crear el automóvil blindado, se utilizó el chasis de tres ejes (6 × 4) de un camión GAZ-AAA. El BA-6 es un representante de la familia de automóviles blindados medianos desarrollados por la planta de Izhora (que también incluye los vehículos blindados BA-I, BA-3, BA-10, BA-11).
En cuanto a las principales características y soluciones de diseño (configuración de casco y torreta, armas, unidad de potencia, etc.), el BA-6 no se diferenciaba fundamentalmente de su predecesor, el BA-3. En total, entre 1936 y 1939, se produjeron unos 431 BA-6, que fueron utilizados ampliamente por parte del Ejército Rojo durante los conflictos militares de finales de la década de 1930 y principios de la de 1940. Además, estos vehículos blindados fueron utilizados por los ejércitos de la Segunda República Española y de la República Popular de Mongolia.

## Historia y desarrollo
Tanto el BA-3 como el BA-6, estaban principalmente basados en el automóvil blindado BA-I, siendo el desarrollo más importante la nueva torreta, que también era empleada en los tanques T-26 y BT-5, e iba armada con un cañón 20-K modelo 1932 de 45 mm y dos ametralladoras ligeras Degtiariov DP-27 de 7.62 mm. Se produjeron unos 180 BA-3 en las fábricas Izhorskij y Vyksunskij, hasta el cese de su producción en 1935. 
Le siguió el BA-6, con 386 unidades producidas entre 1936 y 1938 en la Planta de Izhora. La mayor parte de la producción del BA-3 se basó en el chasis del camión estadounidense Ford-Timken construido con licencia en la URSS, del modelo 1931, una modificación 6 x 4 del camión estadounidense Ford AA 4 x 2, aunque el último lote fue construido empleando la versión rusa del mismo chasis el GAZ-AA, que continuó siendo empleada en el BA-6 - La mayor limitación del BA-3 era su movilidad, limitada a caminos o terreno sólido, debido a su gran peso. La innovación que mejoró ligeramente su movilidad fueron las orugas auxiliares que podían montarse en las ruedas en tándem posteriores, transformando al automóvil blindado en un semioruga. Las orugas auxiliares se transportaban en los laterales del vehículo, sobre los guardabarros posteriores, cuando no se utilizaban.
El BA-3 es exteriormente muy similar al BA-6; el BA-3 conservó la puerta en la parte posterior del casco, la cual no está presente en el BA-6. La mejora más importante del BA-6 fueron los nuevos neumáticos GK, llenos con esponja (caucho poroso), que eran menos vulnerables a los disparos de armas ligeras. Por otra parte, los neumáticos reducían la velocidad y la autonomía del vehículo, a pesar de tener un blindaje más delgado.
Los automóviles blindados BA-3/6 fueron reemplazados por el modelo BA-10. Todos los automóviles blindados de esta serie estaban muy bien armados para la época; podían poner fuera de combate a otros vehículos con facilidad, incluso a tanques. Sin embargo, su escaso blindaje los hacía vulnerables a los disparos de ametralladora pesada y cañones de pequeño calibre.

## Variantes
En 1936, apareció un automóvil blindado BA-6M modernizado, que se diferenciaba del automóvil blindado estándar por una torre en forma de cono truncado, su blindaje fue aumentado hasta los 10 mm de espesor, además se añadió una estación de radio 71-TK-1 y un motor más potente GAZ M1 de 36,8 kilovatios (50 CV)
El armamento del BA-6M siguió siendo el mismo: un cañón de 45 mm 20K del modelo 1932 y dos Ametralladoras ligeras Degtiariov DP-27 de 7.62 mm, pero la carga de munición se redujo ligeramente y constaba de 50 cargadores y 2520 rondas.
Con un peso de combate de 4,8 toneladas, el vehículo desarrollaba una velocidad máxima de  52 km/h y podía cubrir entre 170 y 287 km con el tanque de combustible lleno. Para mejorar la capacidad todoterreno, se colocaron cadenas especiales para todo terreno en las ruedas motrices traseras, que generalmente estaban unidas a los guardabarros traseros.
Simultáneamente con el BA-6M, se construyó una versión más ligera llamada BA-9, armada únicamente con una ametralladora pesada DShK de 12,7 mm en lugar del cañón y que además usaba el chasis del camión GAZ-AAA. Se suponía que la Planta de Izhora produciría 100 vehículos blindados BA-9 para unidades de caballería, pero debido a la escasez de ametralladoras DShK, esto no se pudo llevar a cabo.
En 1936 se construyó un prototipo de la variante ferroviaria BA-6ZhD, modelo equipado para uso dual en ferrocarril / carretera, capaz de moverse a lo largo de una vía férrea. Para viajar sobre rieles, se colocaron llantas de metal especiales con bridas en las ruedas de los vehículos blindados, pero primero fue necesario desmontar las ruedas exteriores en los ejes traseros del automóvil para lograr el tamaño de la vía del tren. Al conducir sobre rieles, la dirección estaba bloqueada en neutral. Por ferrocarril, el modelo BA-6ZhD de 5,9 toneladas alcanzaba una velocidad de 55 km / h, y tenía una autonomía de 110-150 km. Se fabricaron unos 21 BA-6ZhD.
En 1937, La Segunda República Española con el apoyo de ingenieros soviéticos, diseñó y fabricó en serie el automóvil blindado Chevrolet AAC-1937 basado en el BA-6 aunque usaba principalmente el chasis del camión Chevrolet SD 1937, fabricado por Hispano-Suiza en Barcelona, su armamento era muy heterogéneo y dependía de las disponibilidades de cada momento. Se fabricaron unos 140 Chevrolet AAC-1937, que tuvieron un papel muy destacado durante la Guerra civil española.

## Producción

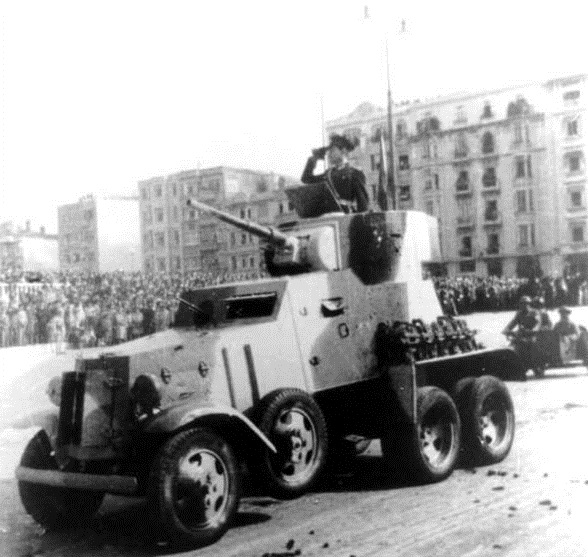
Vehículo blíndado BA-3 en un desfile en Ankara, Turquía. 1935

|         | Producción del BA-6           | Producción del BA-6 | Producción del BA-6 | Producción del BA-6 | Producción del BA-6 | Producción del BA-6 | Total |
| ------- | ----------------------------- | ------------------- | ------------------- | ------------------- | ------------------- | ------------------- | ----- |
| Modelo  | Fabricante                    | 1933-1935           | 1936                | 1937                | 1938                | 1939                |       |
| BA-3    | Planta de Izhora (Leningrado) | 180                 |                     |                     |                     |                     | 180   |
| BA-6    | Planta de Izhora (Leningrado) |                     | 261                 | 133                 | 9                   | 1                   | 404   |
| BA-6ZhD | Planta de Izhora (Leningrado) |                     | 21                  |                     |                     |                     | 21    |
| BA-6    | Planta de DRO (Viksa)         |                     | 6                   |                     |                     |                     | 6     |
| Total   | Total                         | Total               | Total               | Total               | Total               | Total               | 431   |

## Historial de combate
En 1937, se formó un regimiento blindado motorizado en el Distrito Militar del Transbaikal, que pronto se desplegó en una brigada blindada motorizada. Consistía en un batallón de vehículos blindados medianos, un batallón de reconocimiento equipado con vehículos blindados medianos y ligeros, y un batallón de fusileros y ametralladoras. En total, la brigada contaba con 80 vehículos blindados medianos y 30 ligeros. Tres de ellas, las únicas brigadas en el mundo: la séptima, octava y novena participaron en batallas contra las tropas japonesas en la Batalla de Jaljin Gol, durante las cuales 44 BA-6 fueron destruidos.

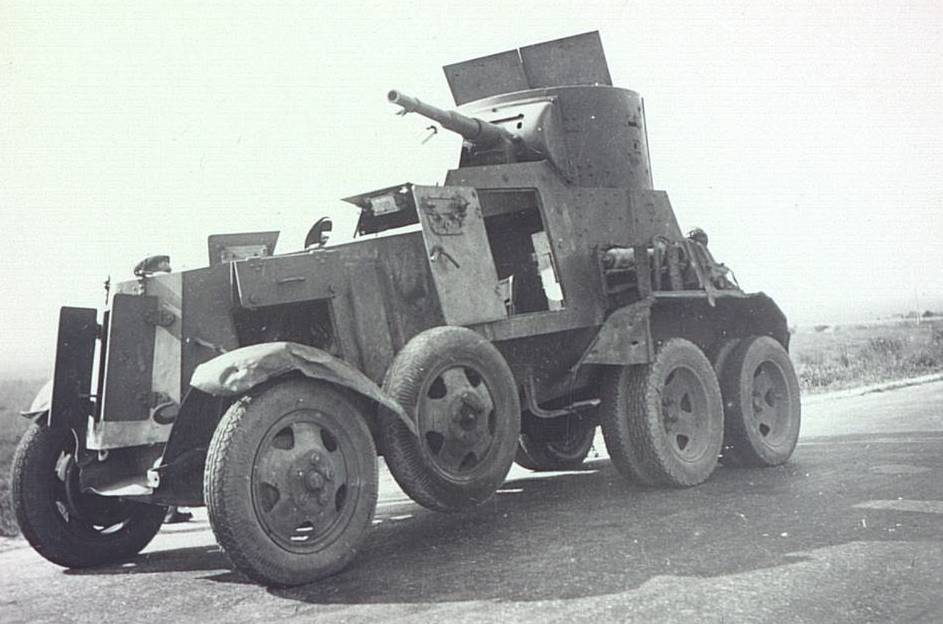
Un BA-6 en servicio en el Ejército Popular de la República

En 1936 se entregaron a la Segunda República Española tres vehículos blindados BA-3 y 37 BA-6. Una de las primeras formaciones del Ejército Popular de la República en recibir estos vehículos de combate fue la Brigada de Carros de Combate (posteriormente llamada División de Ingenios Blindados), al mando del general soviético Dmitri Pávlov que en enero de 1937 libró intensos combates cerca de Madrid (véase Batalla del Jarama). En diciembre de 1937, varios BA-6 con tripulaciones españolas participaron en la ofensiva sobre el saliente de Teruel (véase Batalla de Teruel).
Los BA-6 también estaban en servicio con el Ejército Revolucionario del Pueblo de Mongolia. En 1936 recibió los primeros quince vehículos, en 1937 - cuatro, en 1938 - cuarenta y en 1939 - veinte. En total, se enviaron setenta y siete vehículos allí. Los regimiento blindados de las 6.º y 8.º divisiones de caballería de Mongolia equipadas con ellos en la primavera y el verano de 1939 participaron en la batalla de Jaljin Gol, durante el cual 2 vehículos se perdieron irremediablemente. En julio de 1941, se incluyeron 11 BA-6 en la 7.ª y 13.ª división de caballería, así como 53 en la brigada blindada.
Los BA-3/6 también fueron empleados en combate en la Guerra de Invierno contra Finlandia, donde se perdieron un número estimado de 7 BA-6, y en contra de los alemanes en las primeras etapas de la Segunda Guerra Mundial. En el transcurso de la guerra, los BA-3/6 fueron reemplazados como vehículos pesados de exploración del Ejército Rojo por los tanques ligeros T-60 y T-70. En la región del Lejano Oriente ruso algunos BA-6 permanecieron en servicio hasta el final de la guerra.
Irónicamente, el Ejército alemán empleó unos cuantos Chevrolet AAC-1937 (se cree que unos treinta), vehículos blindados de seis ruedas de fabricación española, que eran copias de los BA-3/6, renombrados como "Pz.Kpfw 612". Participaron en el Operación Barbarroja. Las referencias fotográficas indican que llegaron a participar en la Batalla de Moscú y muchos serían destruidos por el Ejército Rojo. Para el invierno de 1942, se cree que quedaban tres AAC-1937 en servicio en el ejército alemán, que fueron usados para tareas de seguridad / antipartisanos.
Unos cuantos automóviles blindados BA-3 (al menos uno) capturados durante la guerra de invierno, fueron empleados por el Ejército finlandés con la designación BAF A (a veces también como BA-32-1) y automóviles blindados BA-6 (al menos dos) capturados con la denominación BAF B.

## Usuarios
- Unión Soviéticaː Unos 431 BA- 6 y 180 BA-3
- Alemania nazi vehículos capturados;
- República Española. Unos 40 vehículos (37 BA-6 y 3 BA-3)[7]
- Finlandiaː durante la guerra de Invierno, capturó al menos 1 BA-3 y 2 BA-6
- República Popular de Mongoliaː Unos 79 vehículos
- Turquíaː En 1935, unos 60 automóviles blindados BA-6 fueron vendidos a Turquía, junto a dos T-28, 60 T-26, y 5 tanquetas T-27 para formar el 1.er Regimiento de Tanques de la 2.ª División de Caballería en Lüleburgaz.[14]

## Galería de fotos

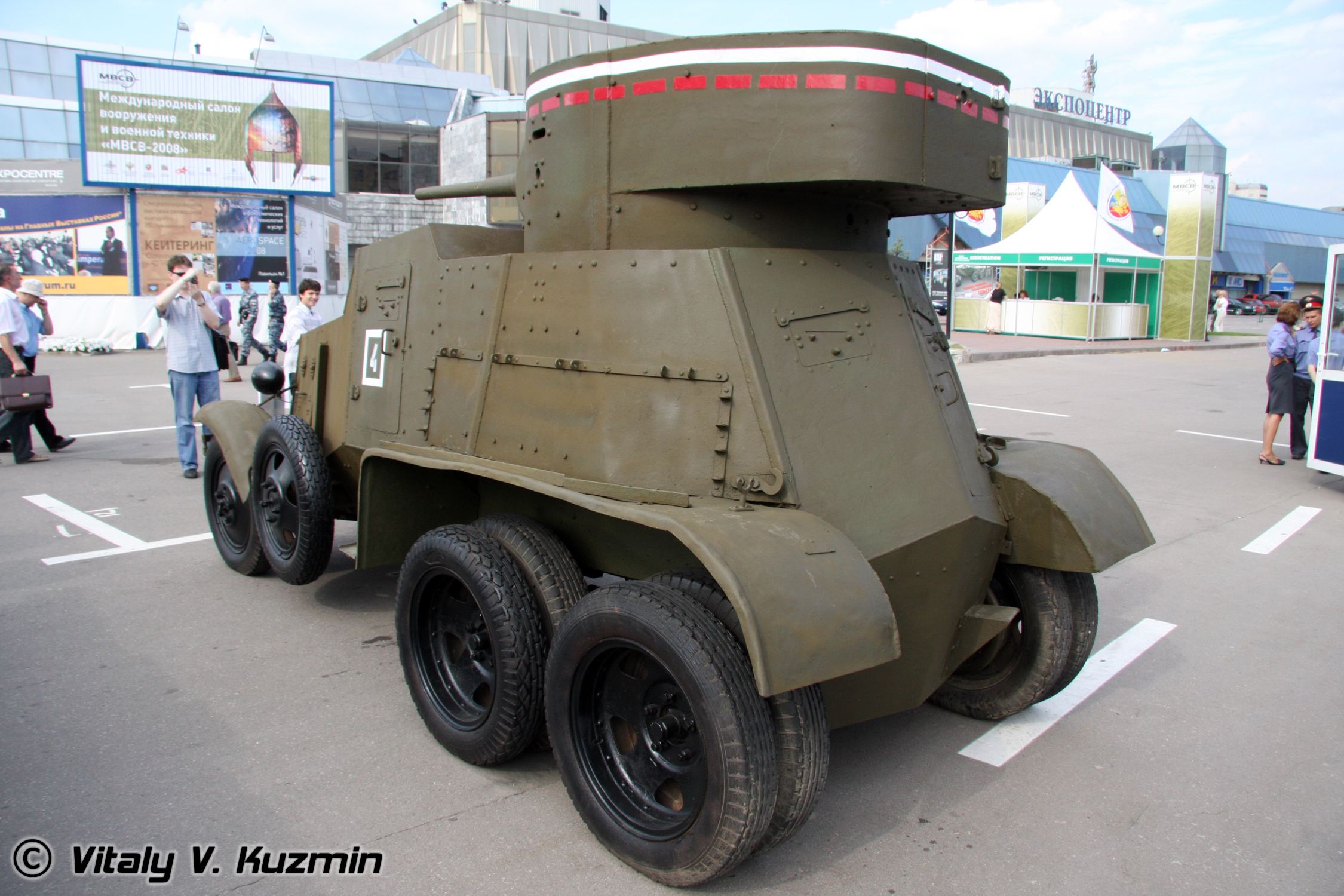
BA-6 en Moscú, 2008.
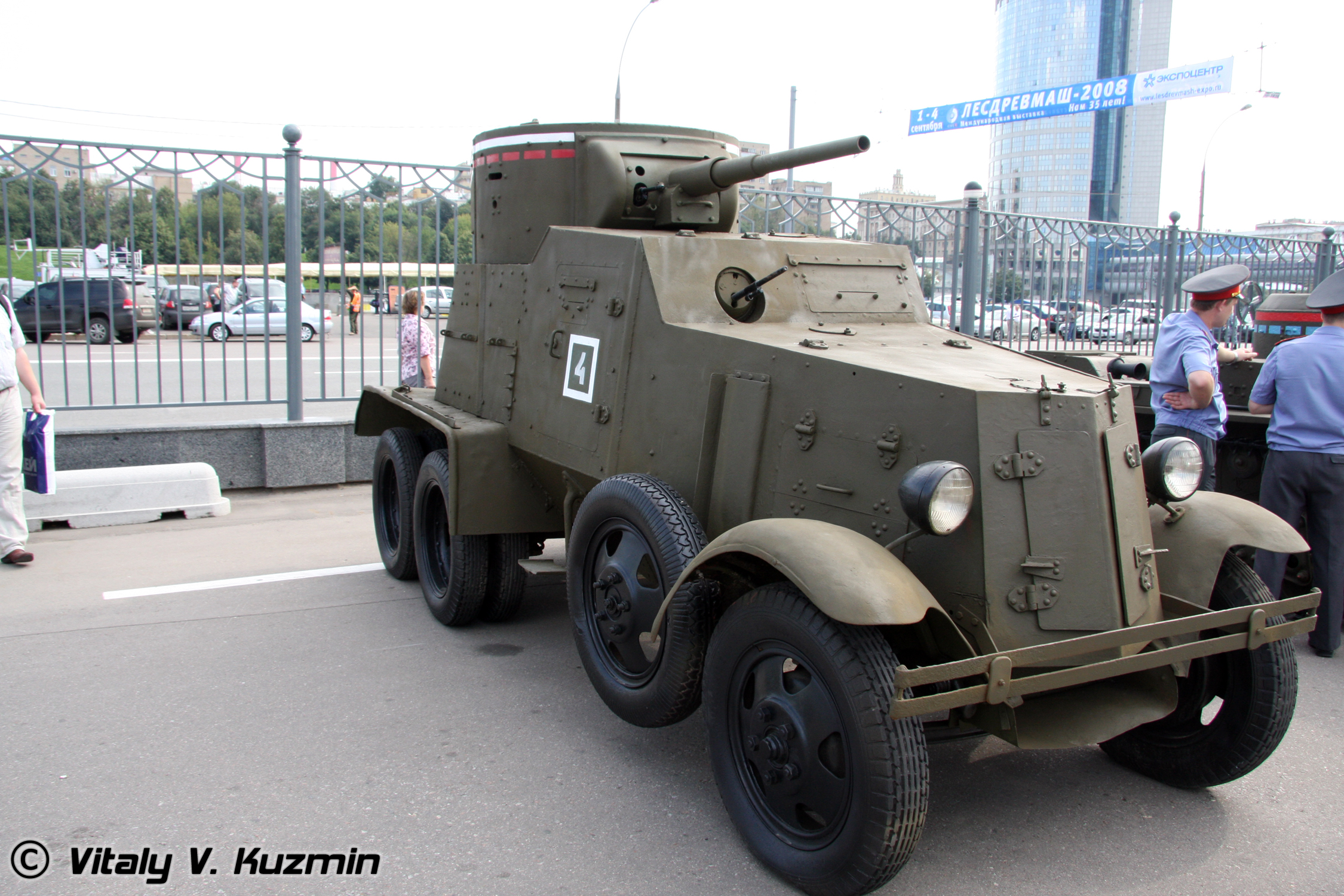
BA-6  Museo de Blindados de Kúbinka.
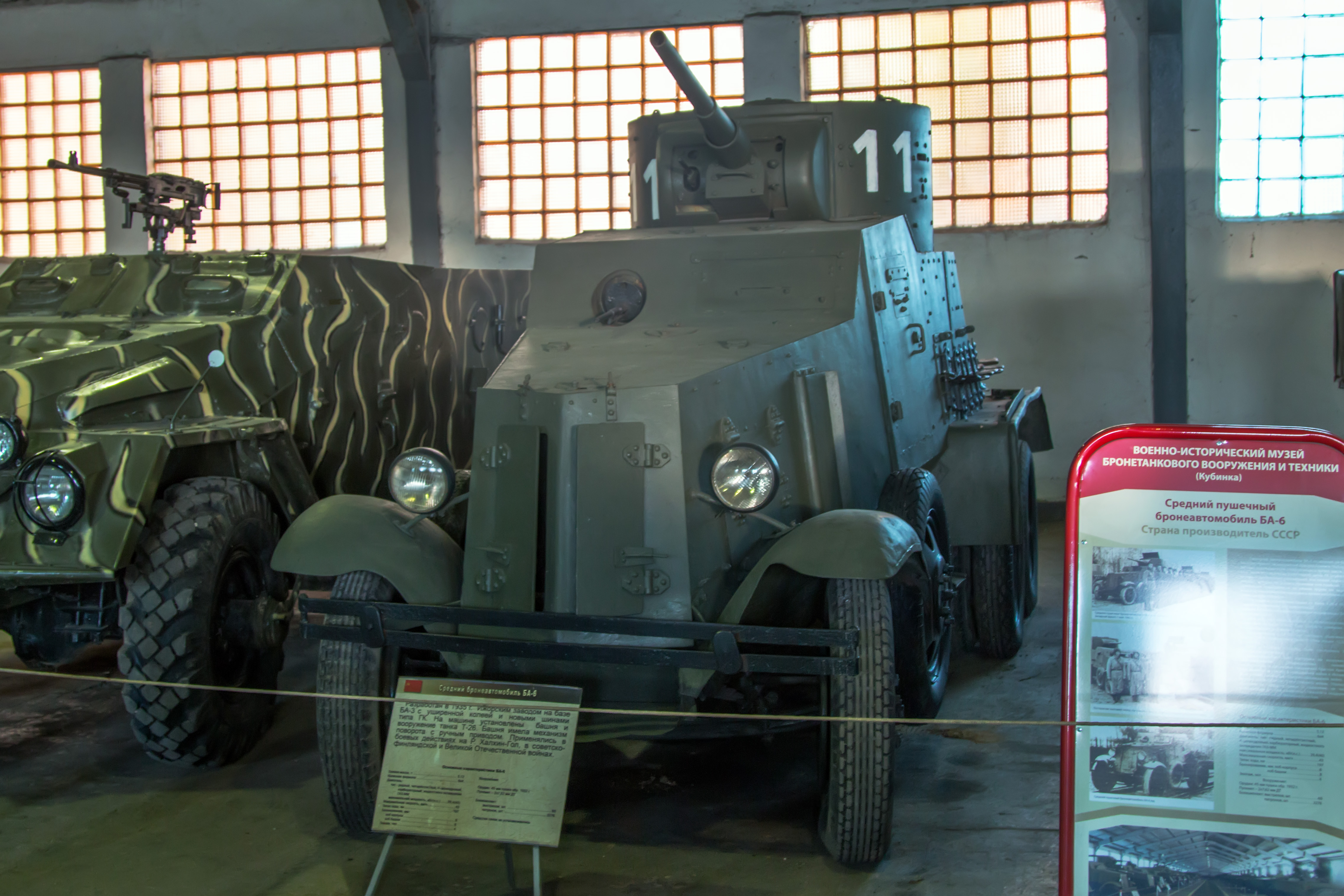
BA-6 en el Museo de Blindados de Kúbinka.
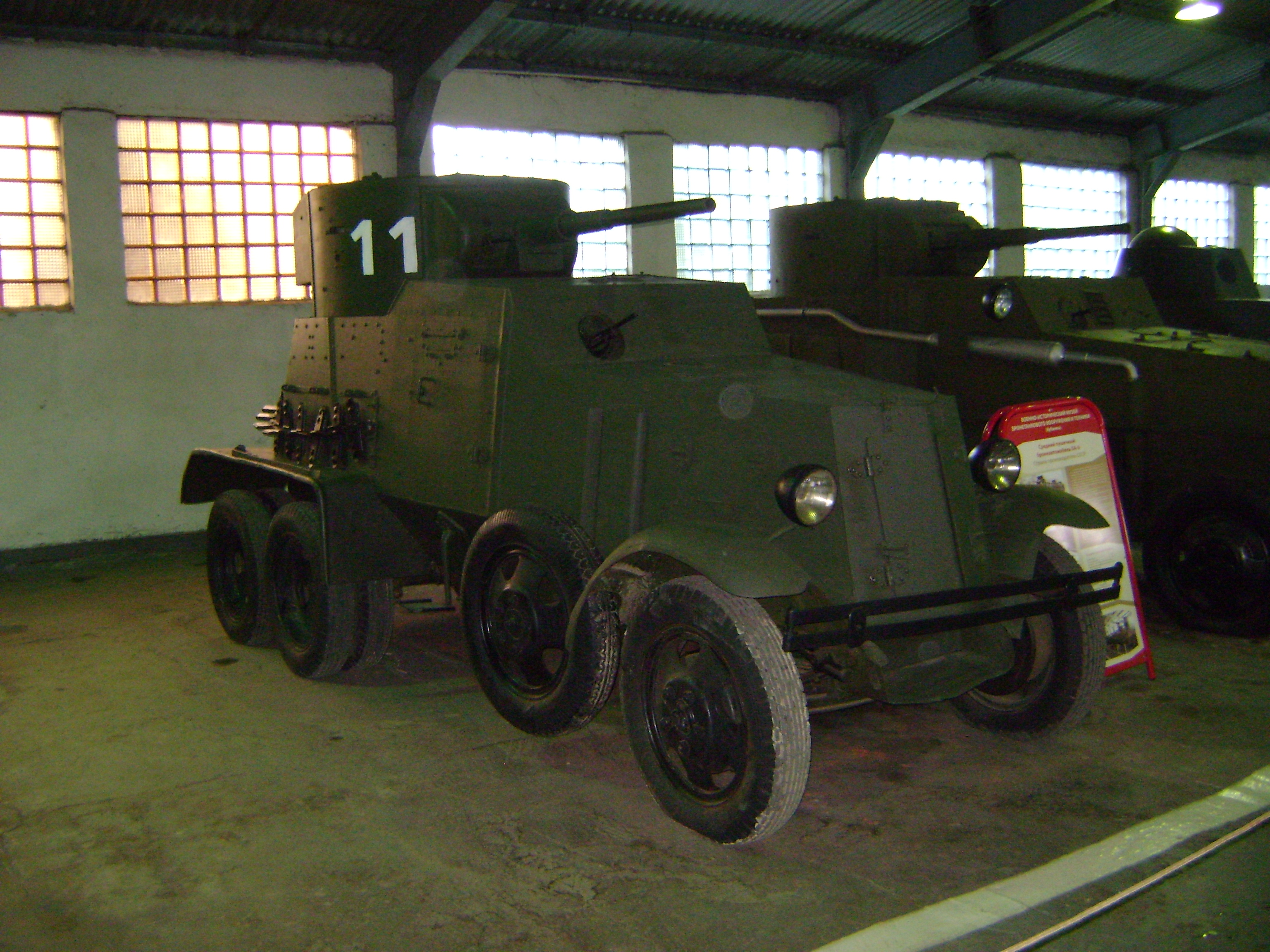
BA-6 en el Museo de Blindados de Kúbinka Moscú, 2013.